# Elert Thiele
Elert Thiele  fallecido el 27 de febrero de 1674, fue un escultor y tallador de madera de Estonia.

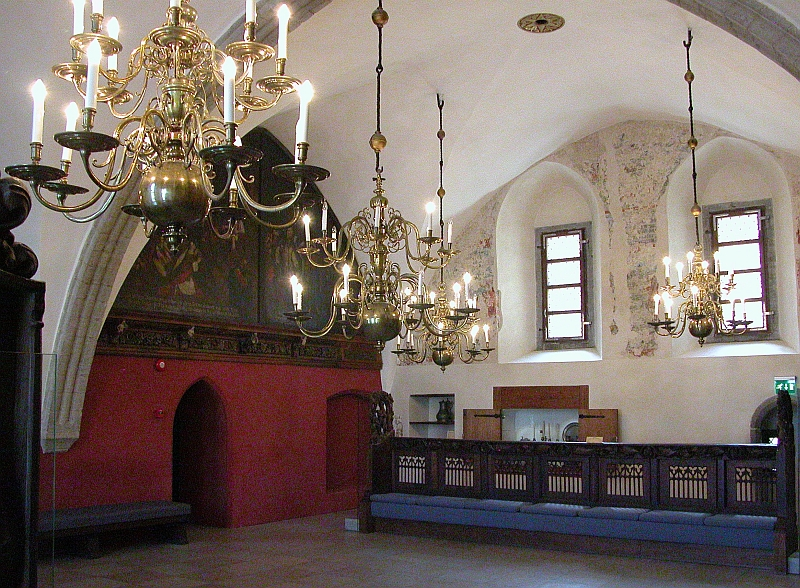
Interior del ayuntamiento de Tallinn.

Elert Thiele (también Elert Diel) llegó desde Copenhague a Tallin en 1652 . En 1661 le fue concedida la ciudadanía de Tallin. Fue uno de los representantes más importantes del primer barroco en los países bálticos.
Sus mayores trabajos incluyen, entre otros, el friso de la cámara del consejo en el Ayuntamiento de Tallinn (1667), el trabajo en la Iglesia de San Nicolás de Tallin (1654, destruido durante la Segunda Guerra Mundial) y la Iglesia del Espíritu Santo (1660), los púlpitos de las iglesias de Vormsi y Pärnu-Jaagupi (ambos de 1660), la puerta de madera en la casa Suur-Karja 1 en Tallin (1665), y un crucifijo tallado en la Iglesia ortodoxa rusa de la del Señor en Narva.
Elert Thiele se casó con Anna Martens. Poco después de su muerte la viuda se casó con un ayudante de Thiele, el famoso escultor Christian Ackermann. 